# Ruggero Mariotti
Ruggero Mariotti (Fano, 22 maggio 1853 – Roma, 4 marzo 1917) è stato un avvocato e politico italiano.

## Biografia

### Formazione in Legge
Nacque nel 1853 da Eginardo Mariotti, cancelliere governativo distrettuale, e da Lucia Simonetti, nella città fanese. Studiò inizialmente al collegio Guido Nolfi e ottenne il diploma nel 1869; in seguito si iscrisse al corso di giurisprudenza presso la Regia Università di Bologna e si laureò il 27 ottobre 1873.
Nei due anni successivi fece pratica legale presso gli studi di Guido Baccelli e Federico Pugno della capitale romana; al termine del praticantato conseguì l'iscrizione all'albo dei procuratori nel 1876 e all'albo degli avvocati l'anno seguente. Tornato nella sua città natale, ivi aprì un suo studio legale che divenne ben presto un punto di riferimento per la zona pesarese. 
Tra il 1890 e il 1891 fu codirettore della rivista La Giustizia nell'Amministrazione insieme a Luigi Mercatelli.
La sua carriera di avvocato raggiunse l'apice della notorietà con il caso del delitto Murri, il processo al tenente Vito Modugno, accusato di uxoricidio, e lo scandalo del deputato Nunzio Nasi, accusato di falso in atto pubblico e di peculato.

### Corso politico
Negli stessi anni della formazione in legge e nel crescendo della carriera professionale, avviò anche il suo cursus politico. Aveva rapporti di amicizia con varie personalità, quali Arturo Vecchini, Luigi Dari, Cesare Fani, Alessandro Stoppato, Stanislao Monti Guarnieri e Alessandro Rossi. Si aprì quindi alla vita politica dopo l'esperienza della giunta di Gabrielangelo Gabrielli, segnata da un carattere riformatore e progressista. Intraprese quindi una via conservatrice, per una sua tendenza naturale alla moderazione. Fu così eletto consigliere comunale nell'aprile del 1876 ed eletto segretario dell'Associazione monarchica liberale fanese, creata nel 1864. Fu coinvolto nella questione ferroviaria e si spese per la conferma in parlamento dell'esponente di centrodestra, il colonnello Bernardino Serafini, nella tornata politica del 1876. Cominciò quindi a imbastire silenziosamente una serie di rapporti e relazioni d'interesse con stimati personaggi, fino a contrarre anche un matrimonio per interesse, con la nipote del Serafini, l'11 ottobre 1879, per il quale ebbe come testimoni i nobili Camillo Marcolini e Giuliano Bracci.
Fu inizialmente contrario all'apertura nei confronti dei cattolici proposta dal conte Marcolini, allora a capo dei moderati fanesi, definendo un'eventuale alleanza tra liberali e cattolici «pericolosa per l'avvenire delle [...] istituzioni, delle [...] libertà, e sopra tutto di quel progresso morale e materiale nel cui nome [...] si combatte». Si oppose perciò nel 1880 alla giunta del conte Corrado Saladini, sostenuta da un insieme eterogeneo di cattolici, progressisti e liberali dissidenti. In seguito al ritiro dalla vita pubblica fanese del conte Marcolini, che riconquistò il titolo di sindaco di Cartoceto dal 1882 alla morte (1889), e al decadimento da deputato del colonnello Serafini, nel 1883 si aprì al Mariotti la possibilità di candidarsi alla Camera dei deputati quale capo dei liberali e conservatori. Tuttavia perse la tornata elettorale del 15 luglio contro l'esponente democratico e radicale Carlo Dotto de' Dauli. Si candidò anche per le politiche del 1886, dopo essere diventato presidente dell'Unione monarchica liberale di Fano, e venne finalmente eletto al parlamento.
Di lì in poi operò nella politica nazionale per venticinque anni, con sole due brevi interruzioni, nel 1895-1897, battuto dal repubblicano Antonio Moscioni-Negri, e nel 1909-1913, battuto dal radical-massonico Giovanni Ciraolo. I cinque lustri di politica lo videro schierato costantemente dalla parte del ministerialismo: dette prima la fiducia all'ultimo governo Depretis, poi sostenne i primi governi Crispi e votò contro il primo incarico governativo di Giolitti. Difese i governi di Rudinì e Pelloux e fu avverso al governo Zanardelli; si avvicinò solo in seguito al governo Giolitti (IV), infine fu a favore dei governi Sonnino, Salandra e Boselli.
Il suo intervento in politica fu motivato dalla volontà di dare vita a una "Destra nuova", rinnovata e verace, ma pur sempre conservatrice, per combattere i partiti della Sinistra. Si distinse per il suo contributo nella riforma dell'ordinamento giudiziario, cui pronunciò il suo più rilevante intervento in aula il 17 marzo 1903, rivolto all'elevazione morale ed economica dei giudici, alla difesa dell'istituzione del giudice unico, all'avocazione degli appelli civili alle corti distrettuali e al pareggiamento delle funzioni tra il pubblico ministero e il magistrato giudicante.
Poté fare affidamento su un appoggio elettorale proveniente per la maggioranza dalle campagne, governate da amici latifondisti, ma ebbe anche influenze radicate nelle trame cittadine, compenetrate da raccomandazioni e favoritismi; si era costruito un modello solido di controllo del potere e del territorio, in grado di avere voce anche sull'economia, la cultura e la stampa locali, così da poter gestire campagne elettorali caratterizzate da pressioni e illegalità; basandosi sul costume istituzionalizzato della "compera del voto". Conobbe l'apice della carriera politica e professionale durante il periodo giolittiano, quando virò verso posizioni clerico-moderate, stringendo nel 1898 il segreto accordo con il vescovo di Fano Vincenzo Franceschini, che gli assicurò l'appoggio politico dei cattolici; fu assessore ai lavori pubblici a Fano tra il 1898 e il 1908 e direttore de Il Gazzettino, fondato nel 1894.
Nel 1909 perse il seggio in parlamento e la giunta comunale fanese arrivò alle dimissioni; fu colpito inoltre da lutti familiari e ricevette l'opposizione alla nomina a senatore dai ministri dei governi Luzzatti e Giolitti. Solamente alle elezioni politiche del 1913, dopo l'accordo del patto Gentiloni, essendosi avvicinato al governo Giolitti IV, e grazie anche alla divisione della sinistra fanese, riottenne nuovamente l'incarico parlamentare; questo tuttavia, a causa di contestazioni e rinvii, venne confermato l'8 aprile 1916. Proprio in seguito all'esito elettorale sospeso, pur di mantenersi simpatie e appoggi, virò verso posizioni nazionaliste e salandrine e si arruolò come volontario per la prima guerra mondiale, partendo al fronte il 29 luglio 1915; combatté sul Carso per un anno e mezzo nel 94º reggimento fanteria come tenente di complemento.
Riconquistato finalmente il seggio parlamentare nel 1916, morì improvvisamente a Roma il 4 marzo 1917 mentre stava partendo per tornare a Fano.

## Opere
In parallelo all'attività politica e professionale, curò anche la passione per la storia e l'arte; condusse ricerche in bioblioteche e archivi che culminarono nella pubblicazione di circa 71 opere. Tra di esse vanno ricordate alcune opere politiche e storiche, quali:
- Bandi malatestiani nel comune di Fano. Curiosità storiche (1367-1463), Fano, Società tipografica cooperativa, 1892;
- Fano e la Repubblica francese del secolo XVIII, Fano, Società tipografica cooperativa, 1893-1895;
- Guido Giannetti da Fano. Documenti inediti, Società tipografica cooperativa, Fano, 1898.